# 莪洋站
莪洋站位于福建省宁德市古田县黄田镇。建于1989年，距来舟站97公里，距福州站97公里。现为五等站。客运办理旅客乘降，不办理行李包裹托运；货运办理整车货物发到。设行车道5股，其中正线道1股，行车道有效长度合计2087米。站内有站房1座60平方米，候车室145平方米，售票房18平方米，行包房159平方米，旅客站台1个944.16平方米，总建筑面积1326.16平方米。
车站于2021年撤销并拆除。